# Червоное (Раздольненский район)
Черво́ное (до 1948 года Ак-Шейх Тата́рский; укр. Червоне, крымскотат. Tatar Aqşeyh, Татар Акъшейх, تاتار آقشیخ) — село в Раздольненском районе Республики Крым, входит в состав Ботанического сельского поселения (согласно административно-территориальному делению Украины — Ботанического сельского совета Автономной Республики Крым)

## Население
| 2001 | 2014 |
| ---- | ---- |
| 50   | ↘25  |

Всеукраинская перепись 2001 года показала следующее распределение по носителям языка
| Язык             | Процент |
| ---------------- | ------- |
| крымскотатарский | 60      |
| русский          | 32      |
| украинский       | 8       |

### Динамика численности
| - 1806 год — 138 чел. - 1864 год — 115 чел. - 1889 год — 113 чел. - 1892 год — 98 чел. - 1900 год — 125 чел. - 1915 год — 70 чел. | - 1926 год — 60 чел. - 1989 год — 82 чел. - 2001 год — 50 чел. - 2009 год — 45 чел. - 2014 год — 25 чел. |

## Современное состояние
На 2016 год в Червоном числится 1 улица — Амет-Хана; на 2009 год, по данным сельсовета, село занимало площадь 16,5 гектара, на которой в 16 дворах проживало 45 человек. Червоное связано автобусным сообщением с райцентром и соседними населёнными пунктами.

## География
Червоное — небольшое село на северо-востоке района, в степном Крыму, высота центра села над уровнем моря — 16 м. Ближайшие населённые пункты — Ботаническое в 1,2 км на восток и райцентр Раздольное — около 4,5 километра (по шоссе) на запад, ближайшая железнодорожная станция — Красноперекопск (на линии Джанкой — Армянск) — примерно 38 километров. Транспортное сообщение осуществляется по региональной автодороге 35Н-437 от шоссе Черноморское — Воинка (по украинской классификации — С-0-11117).

## История
Первое документальное упоминание села встречается в Камеральном Описании Крыма… 1784 года, судя по которому, в последний период Крымского ханства Акшеих входил в Мангытский кадылык Козловскаго каймаканства. После присоединения Крыма к России (8) 19 апреля 1783 года, (8) 19 февраля 1784 года, именным указом Екатерины II сенату, на территории бывшего Крымского ханства была образована Таврическая область и деревня была приписана к Евпаторийскому уезду. После павловских реформ, с 1796 по 1802 год входила в Акмечетский уезд Новороссийской губернии. По новому административному делению, после создания 8 (20) октября 1802 года Таврической губернии, Ак-Шеих был включён в состав Джелаирской волости Евпаторийского уезда.
По Ведомости о волостях и селениях, в Евпаторийском уезде с показанием числа дворов и душ… от 19 апреля 1806 года в деревне Ак-Шеих числилось 24 двора, 129 крымских татар, 6 цыган и 3-е ясыров. На военно-топографической карте генерал-майора Мухина 1817 года деревня Ак шиих обозначена с 30 дворами. После реформы волостного деления 1829 года Ак Шеих, согласно «Ведомости о казённых волостях Таврической губернии 1829 года» отнесли к Атайской волости (переименованной из Джелаирской). На карте 1836 года в деревне 31 двор, а на карте 1842 года деревня Ак Шеих обозначена, как большая деревня, но без указания числа дворов.
В 1860-х годах, после земской реформы Александра II, деревню приписали к Биюк-Асской волости. Согласно «Памятной книжке Таврической губернии за 1867 год», деревня была покинута жителями в 1860—1864 годах, в результате эмиграции крымских татар, особенно массовой после Крымской войны 1853—1856 годов, в Турцию. В «Списке населённых мест Таврической губернии по сведениям 1864 года», составленном по результатам VIII ревизии 1864 года, Ак-Шеих — владельческая татарская деревня, с 10 дворами, 115 жителями и мечетью при колодцах. По обследованиям профессора А. Н. Козловского 1867 года, вода в колодцах деревни была пресная, а их глубина составляла 8—10 саженей (16—21 м). На трехверстовой карте Шуберта 1865—1876 года в деревне обозначено 12 дворов и «господский дом». В «Памятной книге Таврической губернии 1889 года», по результатам Х ревизии 1887 года, в деревне Ак-Шеих числилось 10 дворов и 113 жителей. Согласно «…Памятной книжке Таврической губернии на 1892 год», в деревне Ак-Шеих, входившей в Аипский участок, было 98 жителей в 17 домохозяйствах.
Земская реформа 1890-х годов в Евпаторийском уезде прошла после 1892 года, в результате Ак-Шеих приписали к Коджанбакской волости.
По «…Памятной книжке Таврической губернии на 1900 год» в деревне числилось 125 жителей в 21 дворе. По Статистическому справочнику Таврической губернии. Ч.II-я. Статистический очерк, выпуск пятый Евпаторийский уезд, 1915 год, в деревне Ак-Шеих Коджамбакской волости Евпаторийского уезда числилось 10 дворов (все дворы безземельные) с татарским населением в количестве 70 человек приписных жителей, из которых 39 мужчин и 31 женщина. Жители землёй не владели, но за селением числилось 127 десятин земли. В хозяйствах имелось 30 лошадей, 12 волов, 8 коров и 170 голов мелкого скота.
После установления в Крыму Советской власти, по постановлению Крымревкома от 8 января 1921 года № 206 «Об изменении административных границ» была упразднена волостная система и в составе Евпаторийского уезда был образован Бакальский район, в который включили село, а в 1922 году уезды получили название округов. 11 октября 1923 года, согласно постановлению ВЦИК, в административное деление Крымской АССР были внесены изменения, в результате которых округа были отменены, Бакальский район упразднён и село вошло в состав Евпаторийского района. Согласно Списку населённых пунктов Крымской АССР по Всесоюзной переписи 17 декабря 1926 года, в селе Ак-Шеих (татарский), Аипского сельсовета Евпаторийского района, числилось 14 дворов, все крестьянские, население составляло 60 человек, все татары. Постановлением ВЦИК РСФСР от 30 октября 1930 года был создан Ишуньский район, уже как национальный украинский и село включили в его состав, а после создания в 1935 году Ак-Шеихского района (переименованного в 1944 году в Раздольненский) Ак-Шейх татарский включили в его состав. В «Крымскотатарской энциклопедии» приведено число в 1065 жителей по данным всесоюзной переписи населения 1939 года, что похоже на опечатку.
В 1944 году, после освобождения Крыма от фашистов, согласно Постановлению ГКО № 5859 от 11 мая 1944 года, 18 мая крымские татары были депортированы в Среднюю Азию.
С 25 июня 1946 года Ак-Шейх татарский в составе Крымской области РСФСР. Указом Президиума Верховного Совета РСФСР от 18 мая 1948 года, Ак-Шейх татарский переименовали в деревню Червонную, статус села присвоен позже. 26 апреля 1954 года Крымская область была передана из состава РСФСР в состав УССР. Время включения в Раздольненский сельсовет пока не установлено: на 15 июня 1960 года село уже числилось в его составе.
Указом Президиума Верховного Совета УССР «Об укрупнении сельских районов Крымской области», от 30 декабря 1962 года Раздольненский район был упразднён и село присоединили к Черноморскому. 1 января 1965 года, указом Президиума ВС УССР «О внесении изменений в административное районирование УССР — по Крымской области». В 1967 году создан Ботанический сельсовет, в который вошло Червоное По данным переписи 1989 года в селе проживало 82 человека. С 12 февраля 1991 года село в восстановленной Крымской АССР, 26 февраля 1992 года переименованной в Автономную Республику Крым. С 21 марта 2014 года в составе Крыма аннексировано Россией.